# Eublemma parallela
Eublemma parallela — вид лускокрилих комах з родини еребід (Erebidae).

## Поширення
Вид поширений в Україні, Росії, Туреччині, Сирії, Вірменії, Казахстані, Іраку та Ірані.

## Опис
Розмах крил становить 21–27 міліметрів.

## Спосіб життя
Імаго літають з червня по липень в одному поколінні.